# Wenona (Illinois)
Wenona je grad u američkoj saveznoj državi Ilinois. Prema popisu stanovništva iz 2010. u njemu je živjelo 1.056 stanovnika.